# Emil Loteanu
Emil Loteanu (n. 6 noiembrie 1936, Clocușna, județul Hotin, Regatul României, astăzi în raionul Ocnița, Republica Moldova – d. 18 aprilie 2003, Moscova, Rusia) a fost un actor, regizor, scenarist, poet și scriitor moldovean. Printre filmele regizate de el amintim Poienile roșii (1966), Lăutarii (1971), Șatra (1975), O dramă la vânătoare (1978), Anna Pavlova (1983) și Luceafărul (1986).
A fost declarat drept „cel mai bun regizor al secolului XX din cinematografia moldovenească”.

## Biografie
Emil Loteanu s-a născut la data de 6 noiembrie 1936, în satul Clocușna, județul Hotin, Regatul României, astăzi în raionul Ocnița, Republica Moldova. A învățat la școala din Clocușna. După anexarea Basarabiei de către URSS în anul 1944, Emil a rămas la Rădăuți, împreună cu tatăl său (Vladimir), în timp ce fratele său, Marcel, și-a însoțit mama (Tatiana) la București.
A urmat apoi studii la Liceul Sf. Sava din București. În decembrie 1949, rămas orfan de tată, el a trecut ilegal Prutul, refugiindu-se la casa bunicilor din Colencăuți. A fost prins și predat grănicerilor români, care l-au trimis la București, unde mama sa lucra la Ambasada Sovietică. În anul 1950, pe când familia Loteanu locuia lângă Studiourile Sahia, în casa lor s-a turnat filmul artistic „Viața învinge”. A încercat să dea examen la IATC București, dar dosarul său de admitere a fost respins .
În anul 1952 a cerut să fie repatriat și s-a reîntors la Clocușna, cu scopul de a urma studii de cinematografie la Moscova, deoarece fusese respins la București. În perioada 1953-1954 a fost actor la Teatrul dramatic “A.S.Pușkin” din Chișinău.
"Într–una din zile, fiind cu mama la Cernăuți, a intrat la un cinematograf și a văzut un film american. I–a plăcut atât de mult, încât a fost marcat pentru o viață. Când a susținut examenul la cinematografie, la VGIK, a scris anume despre acel film pe care l–a văzut cu mama la Cernăuți", își amintea fratele său, Marcel Loteanu.
A urmat cursuri de actorie la Școala Teatrală de pe lângă Teatrul Academic de Artă (MHAT) din Moscova (1954-1956) și de regie la Institutul Unional de Cinematografie (VGIK) din capitala URSS (1956-1962). După absolvirea Școlii de regie, a fost angajat în anul 1962 la studioul Moldova-film, lucrând în perioada 1973 - 1983 ca regizor la studioul Mosfilm din Moscova. În anul 1968 a devenit membru al PCUS.
În anul 1985 a revenit în RSS Moldovenească, îndeplinind în perioada 1987-1992 funcția de președinte al Uniunii Cineaștilor din R. Moldova. A avut un rol important în formarea a două promoții de regizori de film în cadrul Școlii superioare de regie. El a fondat "Asociația experimentală de creație Phoenix-M", revista de teatru și film "Lanterna Magică", fiind și autorul emisiunii televizate "Se caută o stea". De asemenea, a fost conducătorul cursului de actori de teatru și film la Institutul de Arte din Chișinău. Printre tinerii actori formați de Emil Loteanu amintim pe Svetlana Toma, Grigore Grigoriu, Victor Ciutac, Maria Sagaidac, frații Victor și Mircea Soțchi-Voinicescu etc. Emil Loteanu a sprijinit activ mișcarea de renaștere națională.
În anii '90, obține o audiență la președintele român Ion Iliescu, în care îi solicită sprijinul pentru a realiza, alături de alți cineaști și actori din România și Republica Moldova, mai multe filme despre istoria românilor. Acestea nu s-au materializat, din cauza decesului său.
Ca o recunoaștere a meritelor sale în domeniul regiei de film, i s-au conferit titlurile de Maestru Emerit al Artei din RSSM (1969), Artist al Poporului din Federația Rusă (1980), titlul de membru de onoare al Academiei Internaționale de film Nike. De asemenea, a primit Premiul de Stat și Ordinul Republicii. În anul 2001, a primit Premiul pentru excelența artei regizorale, decernat la Ateneul Român din București.

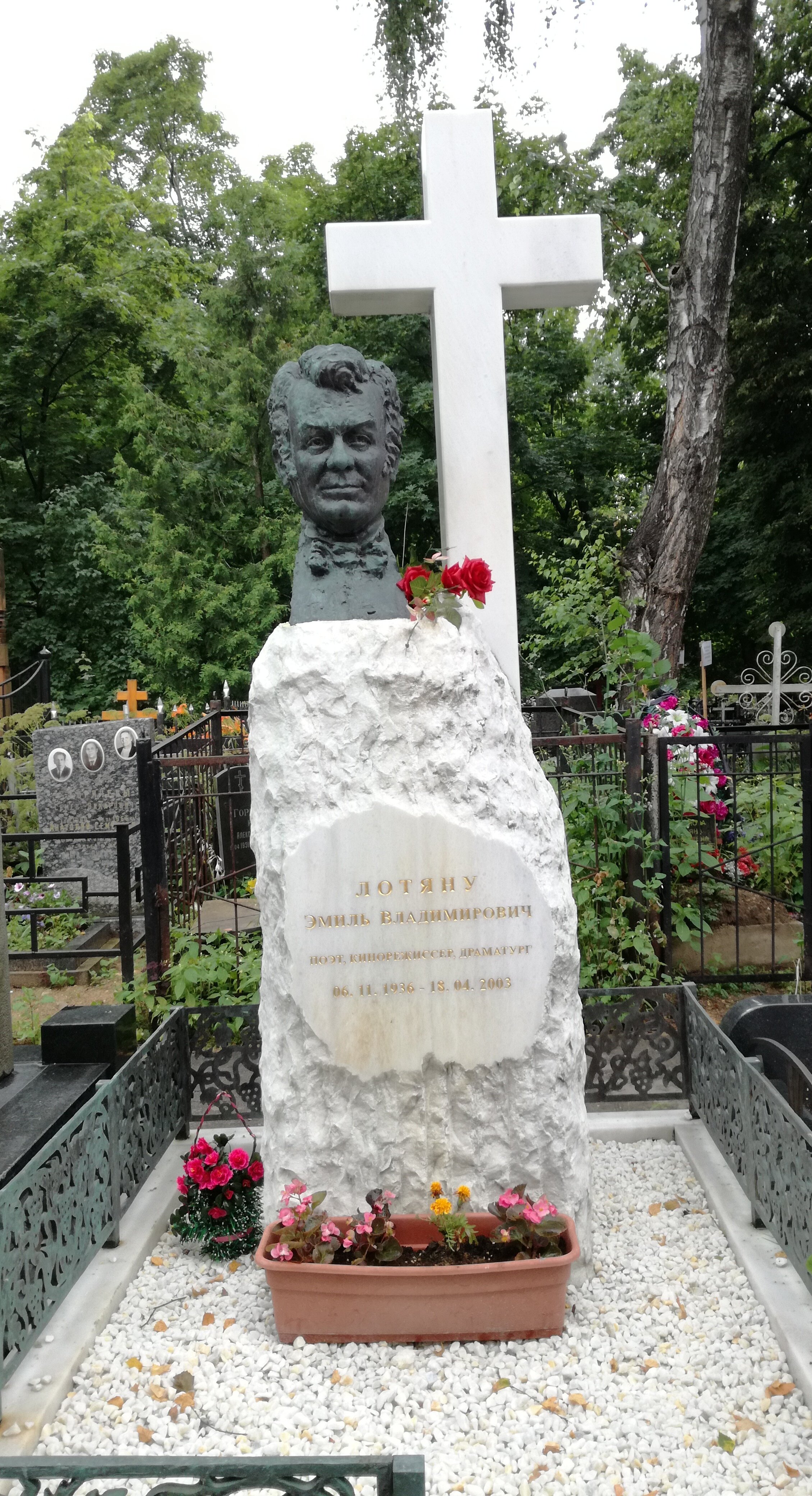
Mormântul regizorului

Emil Loteanu a încetat din viață la data de 18 aprilie 2003, într-un spital din Moscova, fiind înmormântat în cimitirul Vagankovo din capitala Rusiei.

## Activitatea cinematografică

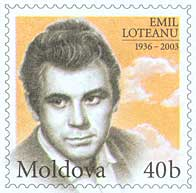
Portretul lui Emil Loteanu pe o marcă poștală din Republica Moldova.

Emil Loteanu este autorul a peste 20 de filme, la realizarea cărora a participat atât prin regizarea lor, cât și prin scrierea de scenarii. El a debutat în cinematografie în anul doi de studenție, semnând scenariul și regia la filmele documentare de scurtmetraj Hora mare (1959), Amintiri din copilărie (1960), Piatra, timpul, cântecul (1961).
Debutul său ca autor de filme de lungmetraj a avut loc în anul 1963, cu Așteptați-ne în zori (1963), film în care au debutat o serie de actori moldoveni cum ar fi: Ion Șcurea, Ecaterina Malcoci, Ilie Guțu, Dumitru Caraciobanu, Nina Doni, Iulian Codău etc. Au urmat filme ca Poienele roșii (1966), în care au debutat actorii Svetlana Toma și Grigore Grigoriu, Această clipă (1968) (care a obținut Premiul II la Festivalul unional de filme de la Minsk din 1970) și Lăutarii (1971), cu care a obținut mai multe premii cum ar fi: Premiul Scoica de aur la Festivalul internațional de filme de la San Sebastian (1972), Marele Premiu la Festivalul internațional ce dezvăluie tema artei și folclorului (Italia, 1972), Premiul Nimfa de aur la Festivalul Internațional de filme din Neapole (Italia, 1972), premiul spectatorilor și al presei pentru cel mai bun film la Forul Cinematografic din Milano (1978).
Colaborarea sa cu studioul "Mosfilm" a fost marcată de regizarea a două capodopere: filmul Șatra (1976) despre viața țiganilor de la începutul secolului al XX-lea, care a câștigat o mulțime de premii și anume Marele Premiu Scoica de aur la Festivalul Internațional de la San Sebastian (1976); premiul pentru cea mai bună regie la Festivalul Internațional din Belgrad (Iugoslavia, 1977); premiul pentru cel mai bun film la Festivalul Internațional din Praga (1977); premiul pentru rezolvarea plastică a secvențelor la Congresul XI al UNITEX din Paris și filmul Gingașa și tandra mea fiară (1978), ecranizare a nuvelei "O dramă la vânătoare" de Anton Cehov, care a participat la Festivalul celor mai bune fime din lume din Belgrad (1979).
Participă apoi la regizarea a două episoade a filmului Anna Pavlova (film distins cu Marele Premiu Pentru cea mai înaltă contribuție în arta cinematografică, Marele Premiu pentru cea mai bună coproducție, premiul Pentru cea mai bună lucrare de operator, Premiul Pentru cel mai bun film străin), realizat în coproducție cu cineaști din Anglia, Franța, Cuba, RDG. În anul  1986, revenit în RSS Moldovenească, el a regizat filmul artistic de televiziune Luceafărul, despre viața și creația poetului Mihai Eminescu.
În anul 1993, Emil Loteanu a realizat ultimul său film, intitulat Găoacea, în care are în distribuție numeroși interpreți din România: Silviu Stănculescu, Mircea Diaconu, etc.
A fost profesor onorific al Facultății de Arte Hyperion din București, al cărei decan este regizorul Geo Saizescu, interpret în ultimul film al cineastului basarabean.
În afară de filmele de ficțiune, Loteanu a realizat și filmele de scurt metraj: Frescă pe alb (1967), Academicianul Tarasevici (1970), Orașul meu alb (1973), Ecoul văii fierbinți (1974), Eugeniu Doga (1983), Svetlana Toma (1984), Grigore Grigoriu, Durerea (1985) etc.

## Activitatea literară
Emil Loteanu s-a făcut cunoscut și ca autor de cărți de poezie și proză scurtă. El a debutat cu versuri în paginile revistei Contemporanul din București (1949). A publicat apoi volumele de versuri Zbucium (1956), Versuri (Ed. Lumina, Chișinău, 1970), Sufletul ciocârliei (Ed. Cartea Moldovenească, Chișinău, 1974) și plachetele Chemarea stelelor (Ed. Cartea Moldovenească, Chișinău, 1962) și Ritmuri (Ed. Cartea Moldovenească, Chișinău, 1965).
De asemenea, a publicat și cărți de proză cum ar fi Vioara albă (Ed. Cartea Moldovenească, Chișinău, 1963), Bucolica (1966) și Lăutarii (Ed. Cartea Moldovenească, Chișinău, 1972), ultimele două fiind ecranizate de către el însuși. Deși versurile sale prevesteau un talent de poet, la sfârșitul anilor '60, Loteanu a renunțat la activitatea literară în favoarea celei cinematografice.

## Filmografie

### Regizor

#### Filme de ficțiune
- A fost odată un băiat (1960)
- Așteptați-ne în zori (1963)
- Poienile roșii (1966)
- Această clipă (1968)
- Lăutarii (1971)
- Șatra (Mosfilm, 1975)
- 1978 O dramă la vânătoare (Mosfilm)
- Anna Pavlova (Mosfilm, 1983) - 2 episoade
- Luceafărul (1986)
- Găoacea (1993) - 2 episoade

#### Filme documentare
- Hora mare (1999)
- Piatra, timpul, cântecul (1961)
- Frescă în alb (1967)
- Academicianul Tarasevici (1970)
- Orașul meu alb (1973)
- Ecoul văilor fierbinți (1974)
- Eugene Doga (1983)
- Svetlana Toma (1984)
- Grigore Grigoriu (1985)

### Scenarist
- A fost odată un băiat (1960)
- Așteptați-ne în zori (1963)
- Poienile roșii (1966)
- Lăutarii (1971)
- Șatra (Mosfilm, 1975)
- Gingașa și tandra mea fiară (Mosfilm, 1978)
- Anna Pavlova (Mosfilm, 1983) - 2 episoade
- Luceafărul (1986)
- Miorița ("Telefilm - Chișinău", 1987)
- Durerea ("Moldova - film", 1989)
- Pițigoiul în picaj ("Telefilm - Chișinău", 1989)

## Citate
„Premiul de astăzi se adaugă altor câteva premii ale vieţii mele, la 19 ani am fost acasă la Arghezi şi am luat o scrisoare a poetului pentru scriitorii basarabeni; l-am văzut pe Sadoveanu la o prelegere despre romanul istoric, stând alături de Labiş; de-a lungul anilor am fost lângă colegi de breaslă români la mari festivaluri de film. Mă simt artist român, chiar dacă am lucrat la Mosfilm, locuiesc la Moscova şi conduc Casa de Film El Condor acolo. Artistul din mine s-a considerat mai mereu un interpret al unei situaţii istorice, un interpret care şi-a susţinut partitura cu mult entuziasm, în postura de prieten, de frate al României.”—Emil Loteanu în 2001, la București, după ce a primit un premiul Fundației Culturale Române
„Este infinit de trist când moare un om. Este cu atât mai trist când moare un artist! Dar este îngrozitor de trist și de împovărător când un artist al neamului nostru - cum este Emil Loteanu - moare într-un oraș, mare, e drept, la Moscova, dar moare printre străini.Și moare printre străini, pentru că noi n-am reușit încă să creăm acele condiții minime pentru ca toți fiii acestei țări să se poată întoarce, să trăiască și să moară acasă la ei.”—Adrian Păunescu